# Atheta nanella
Atheta nanella är en skalbaggsart som först beskrevs av Thomas Casey 1906.  Atheta nanella ingår i släktet Atheta och familjen kortvingar. Inga underarter finns listade i Catalogue of Life.